# 14372 Paulgerhardt
14372 Paulgerhardt (1989 AD6) là một tiểu hành tinh vành đai chính được phát hiện ngày 9 tháng 1 năm 1989 bởi F. Borngen ở Tautenburg.